# Unión General de Estudiantes Palestinos
La Unión General de Estudiantes Palestinos (UGEP) (en árabe: الإتحاد العام لطلبة فلسطين - Ittihad Talabat Filastin‎; en inglés: General Union of Palestine Students - GUPS) es una organización que agrupa a los estudiantes de origen palestino fundada en 1959.

## Historia
El movimiento nacional palestino, cuya potencia comenzó a consolidarse en los años 1920, tuvo como protagonista principal, y de hecho como primer actor social, a los grupos organizados de estudiantes. El Movimiento Estudiantil Palestino, fue el primero de una serie de organizaciones en establecerse y contribuir a la resistencia palestina, primero contra la administración británica y luego el sionismo. El movimiento estudiantil es pionero en poner en debate el problema del pueblo palestino, y es en su seno donde la revolución palestina comienza a tomar fuerza.
En 1959, bajo la idea de "liberar" Palestina y crear estructuras que le permitieran operar desde el exilio, Yasir Arafat y Abu Jihad, junto a otros destacados líderes, forman en El Cairo la Unión General de Estudiantes Palestinos. Desde entonces, la UGEP se convirtió en la principal organización estudiantil del mundo árabe y concretó una expansión mundial, que permitió que todos los palestinos del mundo pudieran participar en la liberación de su patria. En solo diez años, la UGEP tenía presencia organizada en más de cien países.
Desde que la UGEP tuvo la oportunidad de masificarse en diferentes países, su desarrollo conllevó la creación de canales de comunicación, no solo entre palestinos y árabes, sino con las comunidades locales en las cuales se encuentra la organización.
Si bien, la UGEP nació de los formadores de Fatah, pronto pasó a ser parte integral de la Organización para la Liberación de Palestina (OLP), en la cual actuó como frente de masas, lo que implicó siempre la participación de todo el sector estudiantil, sin importar el color político o área de educación.
En el interior de la organización, se ha reproducido el modelo de la misma OLP, presentándose históricos debates entre los principales partidos: Fatah y el Frente Popular para la Liberación de Palestina (FPLP). A pesar de esto, siempre la UGEP ha actuado como un solo bloque y característica de ella han sido los congresos, donde se revisan estatutos o se discuten políticas a tomar respecto a la situación de Palestina.